# Gleby inicjalne rumoszowe
Gleby inicjalne rumoszowe – typ gleby w systematyce gleb Polski. Obejmuje on najbardziej pierwotne gleby stanowiące stadium przejściowe pomiędzy rumoszem skalnym (regolitem) a lepiej ukształtowanymi glebami. 

## Charakterystyka
Gleby składają się z grubookruchowego materiału zwietrzelinowego (zarówno węglanowego lub bezwęglanowego) częściowo wypełnionego materią organiczną w różnym stadium rozkładu, nieraz z dodatkiem mineralnych okruchów lub cząstek ziemistych. Materiał skalny najczęściej powstał w wyniku obrywów skalnych, rumowisk osuwiskowych, piarżysk lub blokowisk morenowych. 
Typową sekwencją poziomów glebowych jest OC-C lub OC-Cca, gdzie (patrząc od powierzchni):
- O - poziom organiczny
- C - nieskonsolidowany materiał macierzysty
- Cca - nieskonsolidowany materiał macierzysty zawierająca węglany

Materia organiczna zazwyczaj składa się z próchnicy typu modermor, rzadziej mull i ma odczyn kwaśny (pH w wodzie <5). Właściwości chemiczne danych gleb mogą być bardzo różne i zależą od cech petrograficznych okruchów skalnych oraz od masy glebowej występującej pomiędzy nimi. 
Gleby inicjalne skaliste występują zazwyczaj na obszarach górskich i wyżynnych. 

## W systematyce gleb Polski
Gleby inicjalne skaliste są nowo-powstałym typem w systematyce gleb Polski z 2011 r. dzielącym się na dwa podtypy. 
- Rząd 1. Gleby inicjalne (I)
  - Typ 1.2. Gleby inicjalne rumoszowe (IO)
    - Podtyp 1.2.1 Gleby inicjalne rumoszowe bezwęglanowe  (IObe)
    - Podtyp 1.2.2 Rędziny rumoszowe (IOre)

Według systematyki gleb Polski z 1989 r. gleby tego typu byłyby zaliczane do gleb bezwęglanowych słabo wykształconych ze skał masywnych (rankery) lub do rędzin. 

### Podtypy
- Gleby inicjalne rumoszowe bezwęglanowe - wytworzyły się na rumowiskach skał bezwęglanowych (granitoidów, piaskowców, kwarcytów itp.). Sekwencja poziomów: OC-C.
- Rędziny rumoszowe – analogiczne do gleb inicjalnych rumoszowych bezwęglanowych, lecz powstałe ze skał węglanowych (wapienie, dolomity). Sekwencja poziomów: OC-Cca.